# Архиепархия Палембанга
Архиепархия Палембанга (лат. Archidioecesis Palembangensis) — архиепархия Римско-Католической церкви с центром в городе Палембанг, Индонезия. В митрополию Палембанга входят епархии Панкалпинанга, Танджункаранга. Кафедральным собором епархии Танджункаранга является церковь Пресвятой Девы Марии.

## История
27 декабря 1923 года Римский папа Пий XI издал бреве Cum propagationi, которой учредил апостольскую префектуру Бенкоэлена, выделив её из апостольской префектуры Суматры (сегодня — Архиепархия Медана).
13 июня 1939 года Римский папа Пий XII издал буллу Apostolica, которой преобразовал апостольскую префектуру Бенкоэлена в апостольский викариат Палембанга. 19 июня 1952 года апостольский викариат Палембанга передал часть своей территории для новой апостольской префектуры Танджункаранга (сегодня — Епархия Танджункаранга).
3 января 1961 года Римский папа Иоанн XXIII издал буллу Quod Christus, которой преобразовал апостольский викариат Палембанга в епархию. В этот же день епархия Палембанга вошла в митрополию Медана.
1 июля 2003 года Римский папа Иоанн Павел II издал буллу Pascendi Dominici gregis, которой возвёл епархию Палембанга в ранг архиепархии.

## Ординарии архиепархии
- епископ Enrico Smeets SCI (28.05.1924 — 1926);
- епископ Harrie van Oort SCI[1] (19.01.1927 — 1934);
- епископ Henri Martin Mekkelholt SCI (19.01.1934 — 5.04.1963);
- епископ Joseph Hubertus Soudant SCI (5.04.1963 — 20.05.1997);
- архиепископ Алоизий Сударсо SCI (20.05.1997 — по настоящее время).

## Источник
- Annuario Pontificio, Libreria Editrice Vaticana, Città del Vaticano, 2003, ISBN 88-209-7422-3
- Бреве Cum propagationi Архивная копия от 3 марта 2013 на Wayback Machine, AAS 16 (1924), стр. 83  (лат.)
- Булла Apostolica Архивная копия от 27 марта 2010 на Wayback Machine, AAS 32 (1940), стр. 16  (лат.)
- Bolla Quod Christus Архивная копия от 7 октября 2013 на Wayback Machine, AAS 53 (1961), стр. 244  (лат.)
- Булла Pascendi Dominici gregis Архивная копия от 23 октября 2012 на Wayback Machine  (лат.)